# Jörg Peter
Jörg Peter, né le 23 octobre 1955 à Dresde, est un athlète allemand, spécialiste des courses de fond.

## Biographie
Concourant sous les couleurs de la République démocratique allemande dès le milieu des années 1970, il se classe deuxième du 10 000 mètres de la Coupe du monde des nations 1977, à Düsseldorf, derrière l’Éthiopien Miruts Yifter. L'année suivante, Jörg Peter décroche la médaille de bronze du 3 000 mètres lors des Championnats d'Europe en salle de Milan, devancé par le Suisse Markus Ryffel et le Belge Emiel Puttemans. Il participe aux Jeux olympiques de 1980 et se classe sixième de l'épreuve du 10 000 m dans le temps de 28 min 07 s 53.
Il se spécialise dans l'épreuve du marathon dans les années 1980 et remporte notamment à deux reprises le marathon de Leipzig et de Hambourg. Il bat deux fois le record de RDA, 2 h 9 min 14 s en 1984 puis 2 h 8 min 47 s en 1988, ce dernier devenant le record d'Allemagne après la réunification. Il est battu en 2015 par Arne Gabius.

### Palmarès
| Date | Compétition                    | Lieu       | Résultat | Épreuve  |
| ---- | ------------------------------ | ---------- | -------- | -------- |
| 1977 | Coupe du monde des nations     | Dusseldorf | 2e       | 10 000 m |
| 1978 | Championnats d'Europe en salle | Milan      | 3e       | 3 000 m  |
| 1980 | Jeux olympiques                | Moscou     | 6e       | 10 000 m |

### Records
| Épreuve  | Performance     | Lieu     | Date            |
| -------- | --------------- | -------- | --------------- |
| 5 000 m  | 13 min 23 s 5   | Nice     | 19 août 1979    |
| 10 000 m | 27 min 57 s 50  | Helsinki | 13 août 1977    |
| Marathon | 2 h 08 min 47 s | Tokyo    | 14 février 1988 |